# Rochcicki
Rochcicki (Srocznik, Sroki, Sroczek) – polski herb szlachecki. Herb ten jest bardzo podobny do herbu Sroczek, ponadto dwa z trzech rodów uprawnionych do jego używania tworzą listę herbownych herbu Sroczek.

## Blazonowanie
Opis z wykorzystaniem zasad blazonowania, zaproponowanych przez Alfreda Znamierowskiego:
W polu czerwonym sroka naturalna, siedząca na ostrzewi na murawie zielonej.
Klejnot: trzy pióra strusie.
Józef Szymański rekonstruuje barwę ostrzewi jako czarną i nie podaje w opisie murawy.

## Najwcześniejsze wzmianki
Herb po raz pierwszy pojawił się w XVI wieku, choć Szymański przypuszcza, że może być on reminiscencją średniowiecznego herbu, który wyobrażał sroczą nogę. Pierwsze przedstawienia herbu pochodzą z Gniazda cnoty (1578) i Herbów rycerstwa polskiego (1584) Paprockiego oraz Orbis Polonus Szymona Okolskiego (1642).

## Herbowni
Tadeusz Gajl podaje trzy nazwiska herbownych uprawnionych do używania tego herbu:
Rochcicki, Sroka, Tuczkowski.